# Andelsspel
Andelsspel är en benämning på hasardspel där en grupp spelare har ett gemensamt spelsystem, och vinsten fördelas proportionellt mot insatserna. Det förekommer hos bland andra ATG Tillsammans och Svenska Spel.